# FC Piter San Petersburgo
El FC Piter San Petersburgo (del ruso: «ФК Питер» Санкт Петербург) fue un club de fútbol ruso de la ciudad de San Petersburgo, fundado en 2011. El club disputó sus partidos como local en el Small Sports Arena "Petrovsky" y llegó a jugar en la segunda división, el tercer nivel en el sistema de ligas ruso. En 2013, tras graves problemas financieros, el club se disolvió.

## Jugadores
Última plantilla del FC Piter.